# Església de Sant Maximilià de Hukvaldy
L'Església de Sant Maximilià està situada a la part superior de Hukvaldy. Es va construir el 1759 pel bisbe Maximilian Reichsgraf von Hamilton. Probablement va ser consagrada el dia del seu patró el 12 d'octubre de 1769. Es va construïr quan l'administració del palau episcopal del castell es va traslladar a la mansió de nova construcció sota el castell de Hukvaldy, davant de l'església.
El cardenal Maxmilián Josef Sommerau-Beckh tenia l'església molt ben decorada (l'altar major fou pintat pel pintor Kuppenweisser). La torre principal es va reconstruir a l'estil del cardenal Maximilien de Fürstenberg. L'arquebisbe Theodor Kohn va dur a terme una reparació exhaustiva del cor i l'orgue.

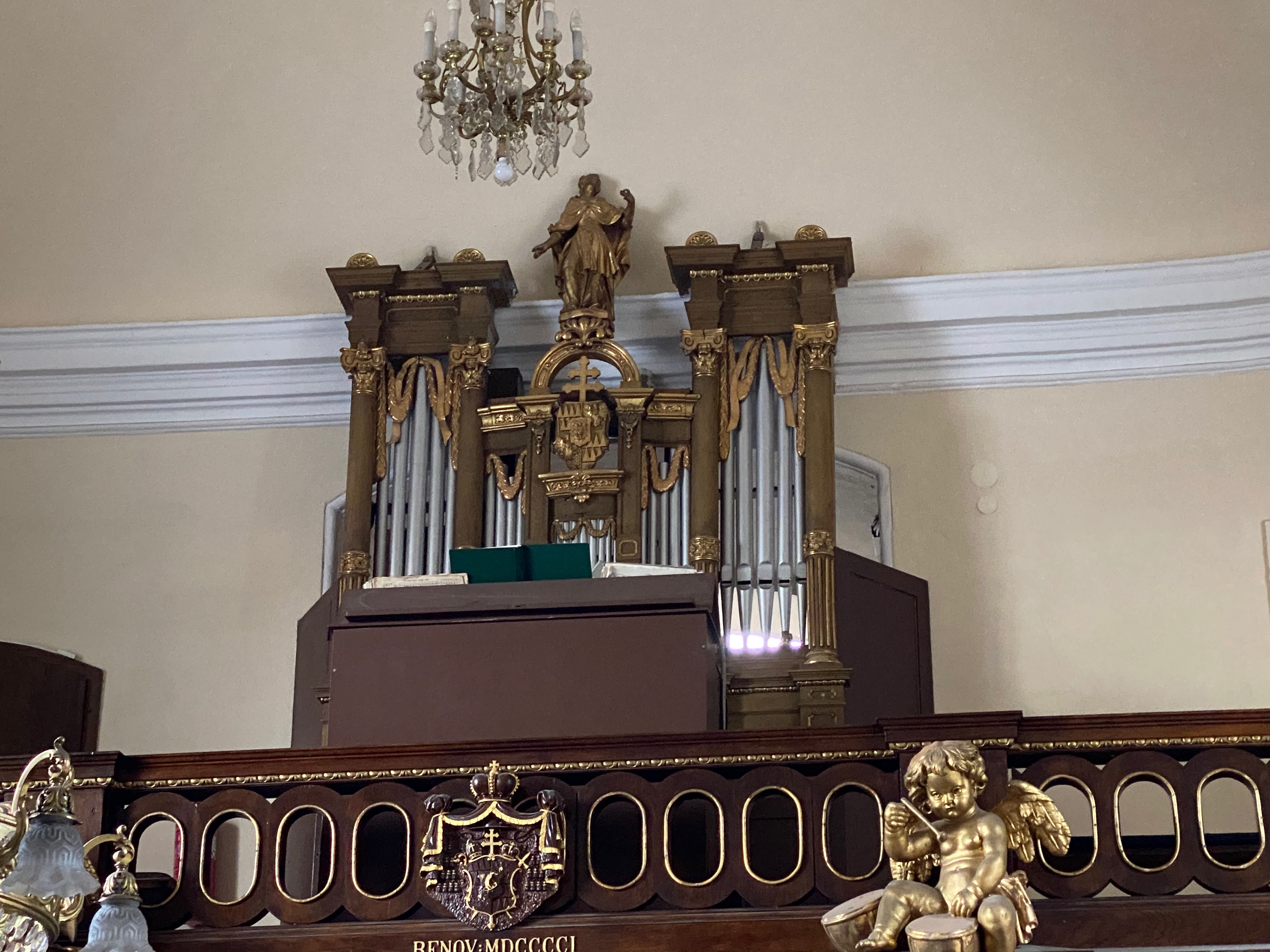
Orgue de l'església que solia tocar el compositor nadiu Leóš Janáček

És un edifici d'una sola nau senzilla amb una torre frontal alta i una cúpula rematada amb llanterna. L'edifici va ser construït amb un estil purament barroc i, junt amb el castell de l'arquebisbe forma un conjunt arquitectònic que completa el color del pintoresc poble de Hukvaldy. El 1861, es va fer una reconstrucció neobarroca de la façana segons el disseny de G. Meretta.